# 뱀톱아과
뱀톱아과(Huperzioideae)는 석송과에 속하는 석송류 아과 분류군의 하나이다. 뱀톱(Huperzia serrata) 등을 포함하고 있다. 별도의 뱀톱과(Huperziaceae)로 분류하기도 한다.

## 하위 속
2016년 양치식물 계통연구 그룹(Pteridophyte Phylogeny Group)은 현존하는 3개 속으로 분류한다.
- 뱀톱속 (Huperzia) - 10~15종
- Phlegmariurus - 약 300~400여 종
- Phylloglossum - 단일종 Phylloglossum drummondii